# Công giáo tại Slovakia

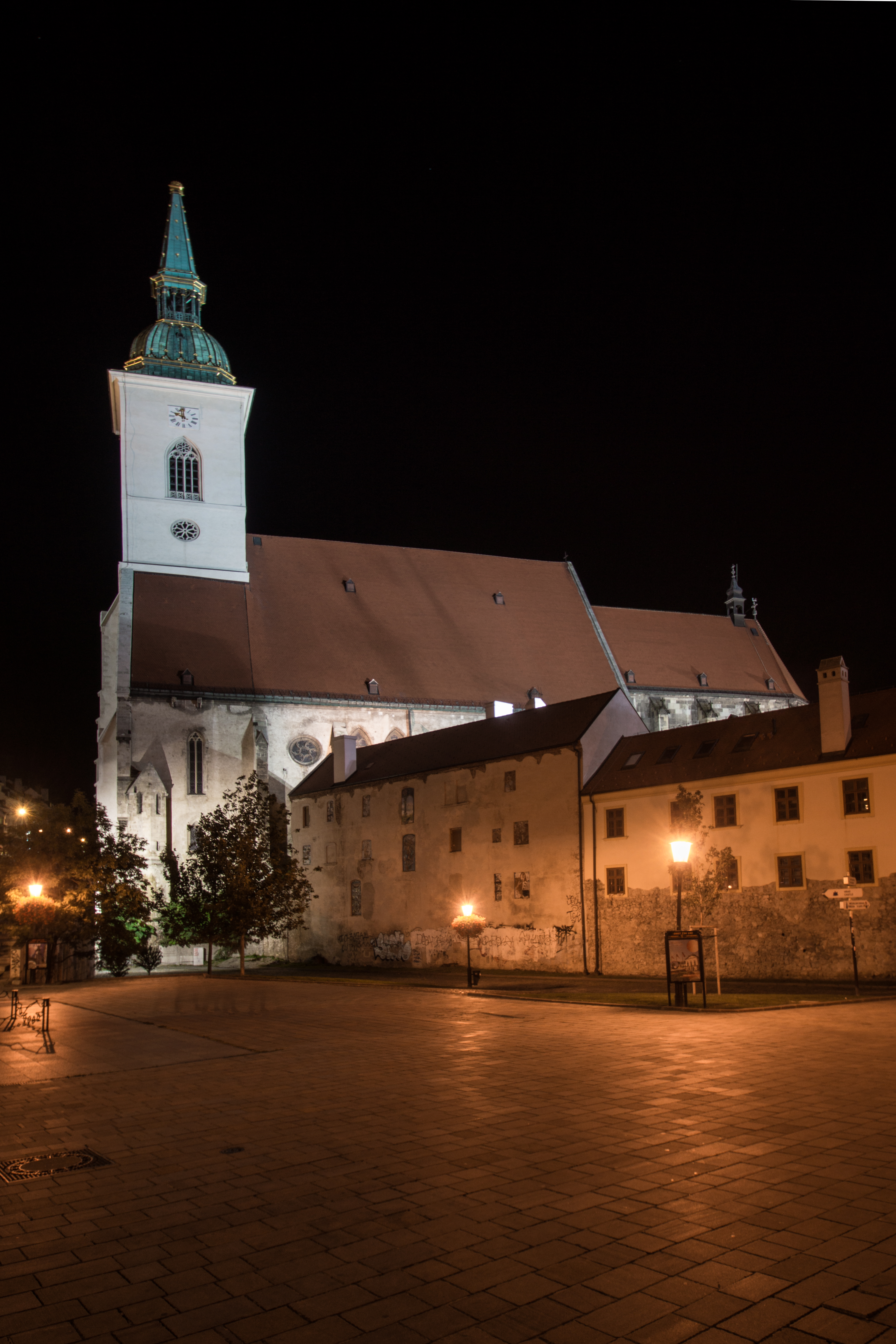
Nhà thờ thánh Martin, Bratislava

Giáo hội Công giáo tại Slovakia là một bộ phận của Giáo hội Công giáo Rôma. Tại Slovakia, trong số các tín hữu Cơ Đốc thì có Khoảng 62% thuộc Giáo hội Công giáo Rôma và 3,8% theo Chính thống giáo Hy Lạp. Giáo hội Công giáo tại Slovakia chia thành 8 giáo phận, trong đó có 3 tổng giáo phận, và cũng có một khu vực Thủ đô riêng biệt dành cho những người theo Nghi thức Byzantine cho người Công giáo Ukraine. Slovakia là quốc gia Slav theo Công giáo thứ tư, sau Ba Lan, Croatia và Slovenia.

## Các giáo phận

### Công giáo La mã
- Tổng Giáo Phận Bratislava, Slovakia
- Tổng giáo phận Trnava, Slovakia
- Giáo phận Nitra, Slovakia
- Giáo phận Žilina, Slovakia
- Giáo phận Banská Bystrica, Slovakia
- Tổng giáo phận Košice, Slovakia
- Giáo phận Spiš, Slovakia
- Giáo phận Rožňava, Slovakia

### Chính thống giáo Hy Lạp
- Eparchy của Bratislava
- Eparchy của Košice